# Síndrome de Susac
A síndrome de Susac é uma doença obstrutiva de arteríolas que provoca infartos na cóclea, retina e cérebro de pessoas jovens, a maioria delas do sexo feminino.